# Der Rosenkavalier (film, 1926)
Der Rosenkavalier (Růžový kavalír) je filmová adaptace stejnojmenné opery od Richarda Strausse (hudba) a Huga von Hofmannsthal (libreto), vyrobená v roce 1925 pod vedením Roberta Wieneho. Premiéra se konala 10. ledna 1926 v drážďanské opeře Semperoper. Hudbu hrál orchestr pod vedením skladatele. Aby hudba odpovídala scénám němého filmu, muselo se promítání podřídit rychlosti orchestru. Promítačem byl Hans Androschin, který byl zodpovědný za střih filmu a znal jeho přesnou sekvenci. V dalších produkcích byl orchestr nahrazen gramofonovou nahrávkou filmové hudby, kterou rovněž dirigoval Richard Strauss.
Promítání filmu s Richardem Straussem a orchestrem bylo také naplánováno ve Spojených státech, ale nedošlo k tomu, protože v roce 1927 se objevil první zvukový film, což způsobilo, že velký operní orchestr už byl zbytečný.

## Produkce
Natáčení začalo 18. června 1925 v zámeckém divadle Schönbrunn a pokračovalo až do konce srpna při několika přerušeních kvůli počasí. Další místa natáčení byla ve Vídni, nebo mimo ni, v Dolním Rakousku (Niederösterreich).
Interiérové záběry byly natočeny ve filmovém studiu Listo–Film. Produkce se konala v době nejtěžší krize rakouského němého filmu, pod vlivem silné konkurence levné, ale kvalitní americké produkce. V tu dobu došlo k úpadku mnoha produkčních společností. Pan-Film byl jednou z mála velkých společností, které pokračovaly v práci. Ačkoli s tímto filmem dosáhla svého největšího uměleckého úspěchu, posléze kvůli obrovským nákladům také zkrachovala.
Kromě známého operního herce Michaela Bohnena, který hrál Ochse von Lerchenau, v hlavních rolích hráli: maršálku francouzská herečka Huguette Duflos a maršála Paul Hartmann. Ve vedlejších rolích byli vidět Karl Forest, Riki Raab a Fritz Eckhardt. Vše doprovázelo asi 10 000 statistů.
Nápad vytvořit filmovou adaptaci tohoto operního díla přišel od uměleckého ředitele a dramaturga Pan-Filmu Louise Nerze.

### Hudba
Původní instrumentální verzi Straussovy opery sestavené pro film upravili Otto Singer a Carl Alwin. Do partitury zahrnuli i starší Straussovy kusy a také nově komponovaný pochod.

### Kamera
Kamerové záběry provedli té době velmi dobře známí a zkušení kameramani Hans Theyer, Ludwig Schaschek a Hans Androschin. 

### Výprava
Nákladné rokokové kostýmy pocházely z dílen Wiener Werkstätte für dekorative Kunst GmbH a paruky od Ludwiga Rudolfa.

## Ostatní
Po úpravě a rekonstrukci filmového finále, které provedl rakouský filmový archiv (Filmarchiv Austria), byl film znovu uvolněn pro televizní nahrávku stanic ZDF a Arte. Vysílání se konalo 6. září 2006 z místa původní premiéry opery, tedy z drážďanské opery Semperoper. Hudební doprovod hrál saský státní orchestr v Drážďanech (Sächsische Staatskapelle). Dirigoval Frank Strobel.